# Don't Have to Worry
Don't Have to Worry è un album discografico di Earl Hooker, pubblicato dalla casa discografica Bluesway Records nel 1969.

## Tracce
Lato A
1. The Sky Is Crying – 4:17 (Elmore James, Morgan Clyde Robinson)
2. Hookin' – 4:17 (Earl Hooker)
3. Is You Ever Seen a One-Eyed Woman Cry – 3:42 (John Big Moose Walker)
4. You Got to Lose – 5:42 (Earl Hooker)
5. Blue Guitar – 3:51 (Earl Hooker)

Durata totale: 21:49
Lato B
1. Moanin' and Groanin' – 4:47 (Andrew Odom)
2. Universal Rock – 4:08 (Earl Hooker)
3. Look Over Yonder's Wall – 3:05 (James Clark)
4. Don't Have to Worry – 4:18 (Earl Hooker)
5. Come to Me Right Away, Baby – 3:42 (Andrew Odom)

Durata totale: 20:00

## Musicisti
- Earl Hooker - chitarra
- Earl Hooker - voce solista (brani: You Got to Lose e Don't Have to Worry)
- Andrew Odom - voce solista (brani: The Sky Is Crying, Moanin' and Groanin' e Come to Me Right Away, Baby)
- Paul Asbell - chitarra
- Jeffrey M. Carp - armonica
- Johnny ''Big Moose'' Walker - pianoforte, organo
- Johnny Big Moose Walker - voce solista (brani: Is You Ever Seen a One-Eyed Woman Cry e Look Over Yonder's Wall)
- Chester E. Gino Skaggs - basso
- Roosevelt Shaw - batteria